# Juja
Juja – miasto w środkowej Kenii, w hrabstwie Kiambu. Liczy 156 tys. mieszkańców. Jest częścią obszaru metropolitalnego Nairobi i przeżywa błyskawiczny wzrost populacji. Nazwa „Juja” pochodzi od farmy założonej w 1905 roku przez brytyjczyka William Northrup McMillan.